# Quintette pour piano et vents de Beethoven
Pour les articles homonymes, voir Quintette pour piano et vents.

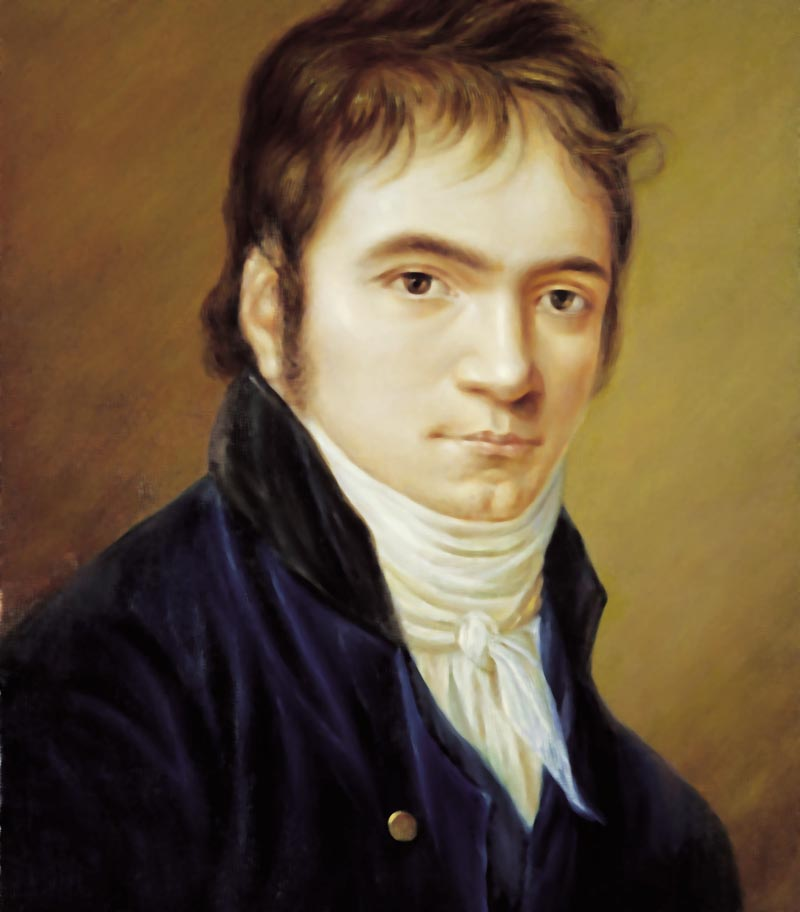
Portrait de Ludwig van Beethoven (1803)

Le Quintette pour piano et vents en mi bémol majeur opus 16 est un quintette pour hautbois, clarinette, cor, basson et piano de Beethoven. Composé en 1796 et dédié à Monseigneur le Prince Régnant de Schwarzenberg, il est créé le 6 avril 1797 par le Quatuor Schuppanzigh, le clarinettiste Joseph Bähr et le compositeur au piano à Vienne.

## Analyse de l'œuvre
1. Grave - Allegro ma non troppo
2. Andante cantabile
3. Rondo: Allegro ma non troppo

- Durée d'exécution: vingt cinq minutes.